# Kazimierz Kuratowski

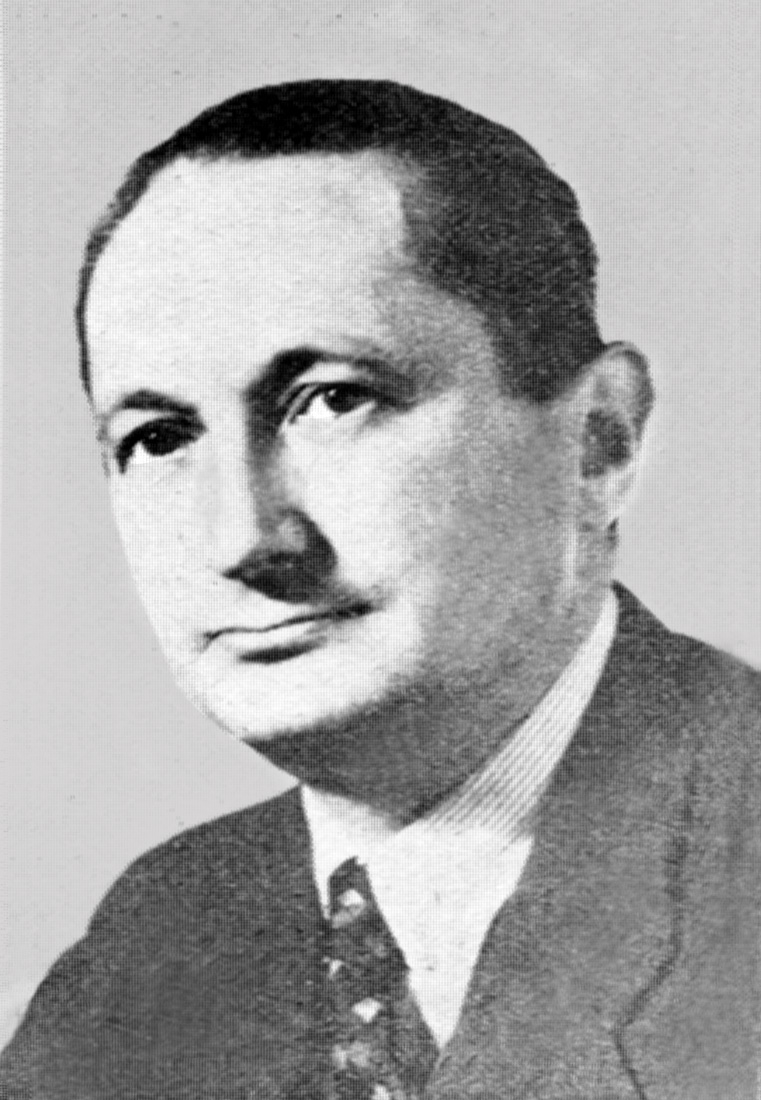
Kazimierz Kuratowski

Kazimierz Kuratowski (* 2. Februar 1896 in Warschau, Polen; † 18. Juni 1980 ebenda) war ein polnischer Mathematiker und Logiker.

## Leben
Kuratowski stammte vom Rechtsanwalt Marek Kuratow und von Róża geb. Karzewska ab. Er schloss 1913 das philologische Chrzanowski-Gymnasium in Warschau ab und studierte anschließend  bis 1914 in Glasgow  im Fach Mathematik. Um Schwierigkeiten mit seinem Namen auszuschließen, änderte er ihn in Casimir Curatov ab. Nach der Neugründung der polnischen Universität Warschau 1915 kehrte er dorthin zurück und schloss drei Jahre später sein Studium ab. Seine Promotionsarbeit aus dem Jahr 1921 umfasste zwei Teile:
1. Eine axiomatische Fundierung der Topologie, indem er die so genannte Axiomatik der Abschlüsse einführte („Sur la notion de l'ensemble fini“, Fundamenta Mathematicae 1, 1920)
2. Die endgültige Entscheidung des Problems der irreduziblen Kontinua, die das Thema der Pariser Doktorarbeit von Zygmunt Janiszewski gewesen war. Der Betreuer der Doktorarbeit war Sierpinski, da der ursprüngliche Betreuer, Janiszewski, nicht mehr am Leben war.

Im Herbst desselben Jahres habilitierte er an der Warschauer Universität mit der Lösung eines Problems  aus der Mengenlehre. Ursprünglich stammte dies von de la Vallée Poussin, einem belgischen Mathematiker.  Zwei Jahre später wurde er stellvertretender Professor am zweiten Lehrstuhl für Mathematik an der Warschauer Universität und übernahm 1927 den dritten Lehrstuhl für Mathematik an der Allgemeinen Abteilung des Polytechnikums in Lemberg, in der Position eines Extraordinarius. Er stand diesem Lehrstuhl bis 1933 vor und war zweimal Dekan. Nachdem die Abteilung aufgelöst worden war, übernahm er 1934 den vierten Lehrstuhl für Mathematik der Warschauer Universität als Ordinarius (1934–1935), anschließend leitete er dort den dritten Lehrstuhl (1935–1952, mit einer kriegsbedingten Unterbrechung). Zwischen 1936 und 1939 war er Sekretär  des Mathematischen Komitees im Rat für exakte und angewandte Wissenschaften. Während des Zweiten Weltkrieges lehrte er an der Untergrunduniversität in Warschau. Ab 1929 war er Mitglied der Warschauer Wissenschaftlichen Gesellschaft (ab 1946 als Vizepräsident der Abteilung 3, ab 1949 als Vizepräsident der Gesellschaft).
Als im Februar 1945 die Warschauer Universität wiedereröffnet wurde, nahm er seine Vorlesungstätigkeit wieder auf. Im gleichen Jahr wurde er zum ordentlichen Mitglied der Polnischen Akademie der Wissenschaften berufen und war von 1957 bis 1968 ihr Vizepräsident. Unmittelbar nach dem Ende des Zweiten Weltkrieges engagierte er sich aktiv beim Wiederaufbau des wissenschaftlichen Lebens in Polen, indem er unter anderem das Staatliche Mathematische Institut ins Leben rief, das später zum Mathematischen Institut der Polnischen Akademie der Wissenschaften wurde. Er stand diesem Institut 1948–1968 als Direktor vor und war außerdem Vorsitzender des Wissenschaftsrates (1968–1980) und Leiter der Abteilung Topologie (1948–1980).

## Werk
Kuratowski arbeitete hauptsächlich in der Topologie. Er schuf die Axiomatik der Abschlüsse, die heute auch als Kuratowski-Axiomatik bekannt ist. Diese bildet die Grundlage zur Entwicklung der Theorie der topologischen Räume allgemein, und insbesondere seiner Theorie der irreduziblen Kontinua zwischen zwei Punkten. Zu Kuratowskis wichtigsten Resultaten, die er nach dem Zweiten  Weltkrieg erzielte, gehören diejenigen, die eine Beziehung zwischen der Topologie und der Theorie der analytischen Funktionen herstellten, sowie die tiefliegenden Sätze zur Schnitttheorie in euklidischen Räumen. Zusammen mit Stanislaw Ulam, seinem begabtesten Schüler aus seiner Zeit in Lemberg, erarbeitete er den Begriff des Quasihomöomorphismus, der den Ausgangspunkt eines neuen Bereiches topologischer Forschung bildete.
Seine Forschungen in der Maßtheorie, unter anderem mit gemeinsamen Ergebnissen von Stefan Banach und Alfred Tarski, wurden von zahlreichen Nachfolgern weitergeführt. Die gemeinsamen Arbeiten Kuratowskis mit Bronisław Knaster in der Theorie der zusammenhängenden Mengen brachten eine allseitige exakte Übersicht der entsprechenden allgemeinen Theorie. Diese wiederum konnte auf Probleme der Schnitttheorie der Ebene angewandt werden, insbesondere auf die entsprechenden paradoxen Beispiele zusammenhängender Mengen; erwähnt sei die zweifach zusammenhängende Knaster-Kuratowski-Menge.
Kuratowski ist Autor des Satzes, der heute als Lemma von Kuratowski-Zorn oder Lemma von Zorn bekannt ist und der erstmals von Kuratowski 1922 in der Ausgabe 3 der „Fundamenta Mathematicae“ bewiesen wurde. Dieses Lemma hat nichttriviale Anwendungen in den Beweisen zahlreicher fundamentaler Theoreme. Zorn wandte es 1935 an („Bulletin of the American Mathematical Society“, 41). Die Begriffe, die Kuratowski in die Mengenlehre und die Topologie einführte, gingen dauerhaft in die Literatur über diese Gebiete ein. In vielen Fällen war er sogar der Schöpfer der entsprechenden Terminologie und Symbolik.
Seine Nachkriegsarbeiten umfassten mehr oder weniger drei Forschungsrichtungen:
1. Die Entwicklung der Homotopietheorie der stetigen Funktionen
2. Die Konstruktion der Theorie lokal zusammenhängender Räume in höheren Dimensionen
3. Die einheitliche Darstellung der Schnitttheorie euklidischer Räume durch beliebige Teilmengen, gestützt auf die Eigenschaften stetiger Transformationen dieser Teilmengen.

Unter den über 170 wissenschaftlichen Publikationen sind seine Monografien und Lehrbücher besonders hervorzuheben, unter anderem seine „Topologie“ (Band 1 1933, Band 2 1950), ein fundamentales Werk, das auch auf Englisch und Russisch erschien, seine „Mengenlehre“ (gemeinsam mit Mostowski, erschienen 1952, Übersetzungen ins Englische und Russische), sowie seine „Einführung in die Mengenlehre und Topologie“ (erschienen 1952, Übersetzungen ins Englische, Französische, Spanische, Bulgarische). Er war gleichfalls Autor der populärwissenschaftlichen und autobiographischen Darstellung „Ein halbes Jahrhundert polnische Mathematik 1920–1970“ (1973) sowie der posthum herausgegebenen „Notizen zur Autobiographie“ (1981), die von seiner Tochter Zofia zum Druck gebracht wurden.

## Ehrungen und Mitgliedschaften
Er nahm aktiv an der Arbeit der Warschauer Wissenschaftlichen Gesellschaft und der Polnischen Mathematischen Gesellschaft teil, war ihr langjähriger Vorsitzender und Ehrenmitglied. Außerdem war er Redakteur der „Fundamenta Mathematicae“, ab 1925 ihr Chefredakteur, des „Bulletins der Polnischen Akademie der Wissenschaften“, Mitschöpfer und Redakteur der Buchreihe „Mathematische Monographien“, in der die wertvollsten Werke der Vertreter der Warschauer und Lemberger mathematischen Schule veröffentlicht wurden. Er war Mitglied zahlreicher ausländischer Gesellschaften und Akademien: Royal Society of Edinburgh, von Österreich, Deutschland, Ungarn, Italien und der Sowjetunion.
Er repräsentierte die polnische Mathematik in der Internationalen Mathematischen Union, deren Vizepräsident er 1963–1966 war, vertrat sie auf zahlreichen internationalen Kongressen, hielt in Dutzenden Universitäten auf der ganzen Welt Vorträge. Er war Doktor honoris causa der Universitäten von Glasgow, Prag, Wrocław und Paris. Er war Träger höchster staatlicher Ehrungen, unter anderem die Goldmedaille der Tschechoslowakischen Akademie der Wissenschaften sowie der Kopernikus-Medaille der Polnischen Akademie der Wissenschaften.

## Schriften
- mit Andrzej Mostowski: Set theory. With an introduction to descriptive set theory, Studies in Logic and the Foundations of Mathematics, 86, North Holland 1976 (erste Auflage 1968, polnisches Original 1952)
- Topologie I, Espaces Métrisables, Espaces Complets Monografie Matematyczne, Band 20, Polnische Mathematische Gesellschaft (PWN), Warschau, Lwów, 1933, 1948.
- Topologie II, Espaces Compacts, Espaces Connexes, Plan Euclidien Monografie Matematyczne series, Band 21, Polnische Mathematische Gesellschaft, Warschau, Lwów, 1950.
- Englische Übersetzung: Topology. 2 Bände, Academic Press 1966, 1968
- Introduction to set theory and topology : containing a supplement on elements of algebraic topology, Pergamon Press 1961, 2. Auflage 1972

Er war einer der Herausgeber der Oeuvres choisis von Waclaw Sierpinski (1974).